# Derde Noordreis

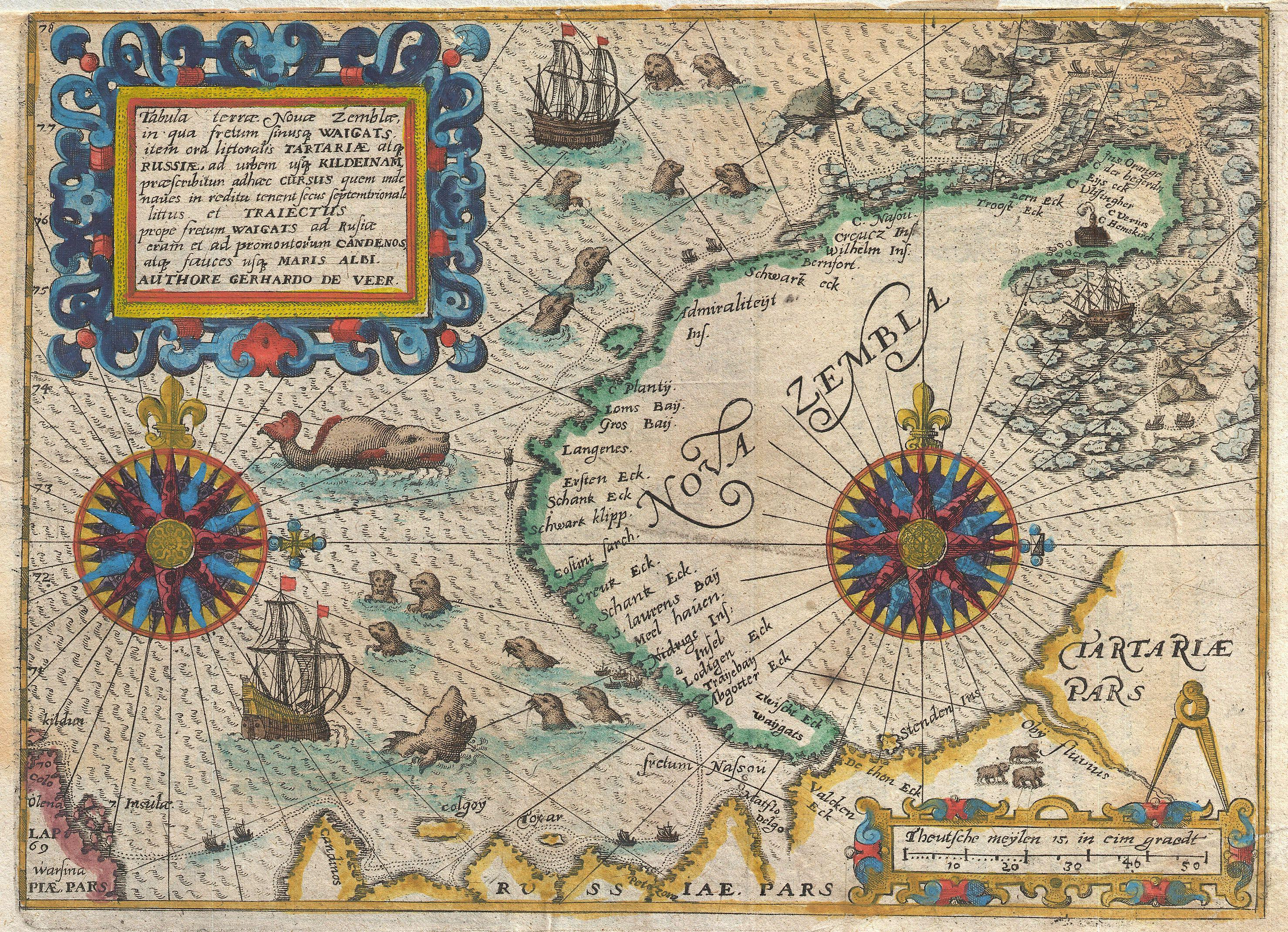
Kaart van Nova Zembla, met de locatie van het vastgevroren schip, het Behouden Huis en de route van de terugtocht van de twee open boten.

De Derde Noordreis, met twee schepen onder leiding van Willem Barentsz, vertrok op 10 mei 1596 vanuit Amsterdam om een noordoostelijke doorvaart te zoeken naar China, en volgde op twee eerdere pogingen daartoe. Onderweg werden Spitsbergen en Bereneiland ontdekt. Het ene schip, met Jan Corneliszoon Rijp, voer daarna richting de Noordpool, maar moest terugkeren vanwege het pakijs. Het andere schip, met Willem Barentsz en Jacob van Heemskerck, kwam in het noorden van Nova Zembla vast te zitten in het ijs. Na een overwintering in een van aangespoelde bomen gebouwde blokhut, die bekend is geworden als het Behouden Huys, keerde de bemanning in juni 1597 in twee open boten terug en werd eind augustus in Kola opgepikt door Rijp, die daar toevallig langs kwam met een handelsschip. Barentsz was onderweg overleden. De anderen keerden eind oktober terug in Nederland.

## Aanleiding

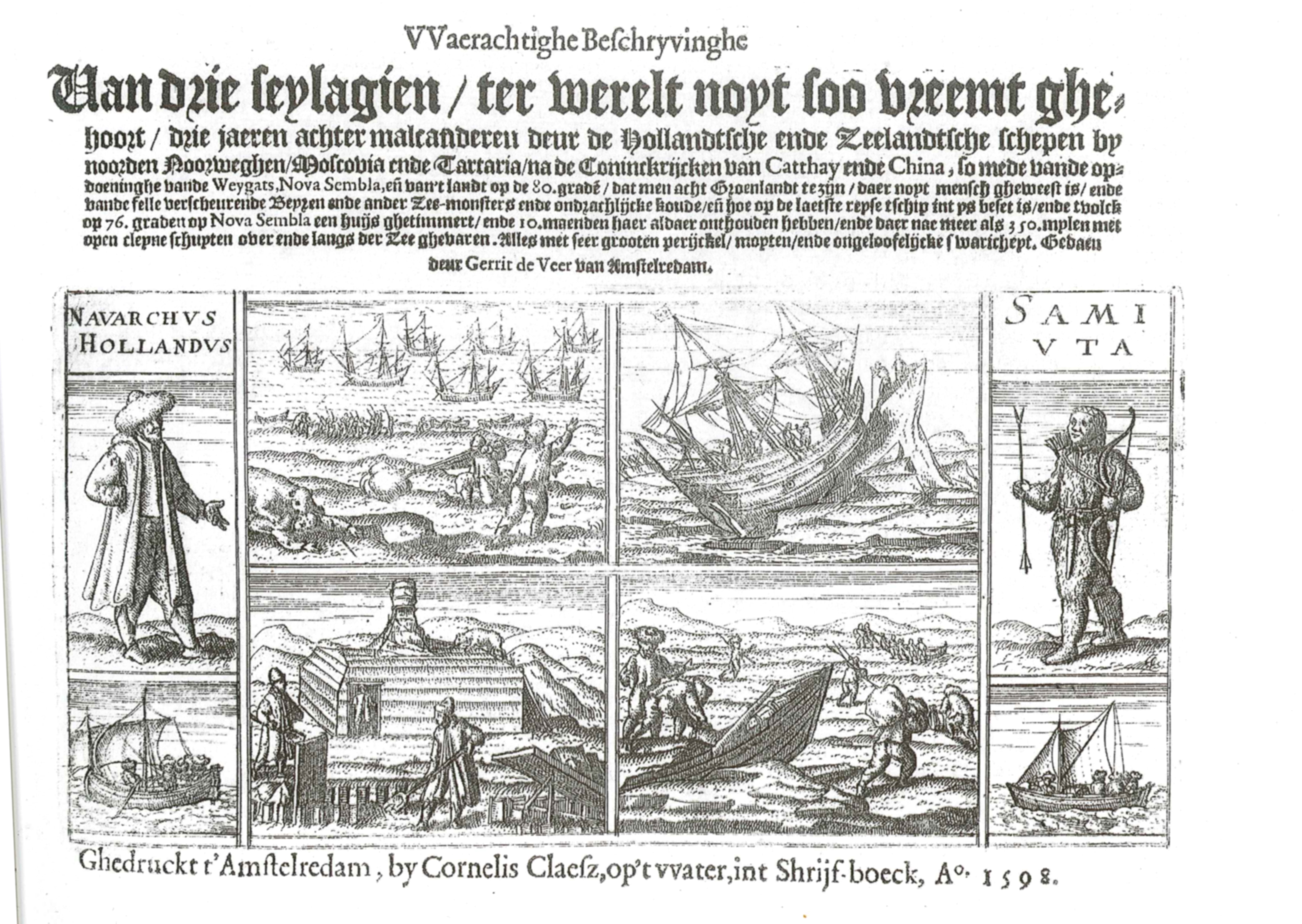
Voorblad van het boek van Gerrit de Veer uit 1598.

De Tweede Noordreis had niet het gewenste resultaat opgeleverd, maar ook was uit niets gebleken dat de noordoostelijke route naar China onmogelijk was. Er werd daarom al snel gesproken over een derde reis. Op 25 maart 1596 verzocht de vroedschap van Amsterdam de Staten van Holland en West-Friesland om twee schepen uit te rusten voor een route benoorden Nova Zembla, in plaats van de meer zuidelijke route via Straat Nassau (Straat Joegor) van de tweede reis. Op 13 april namen de Staten-Generaal het voorstel over en loofden een premie uit van 25000 gulden bij gebleken succes. Vanwege bezwaren tegen de route haakte De Moucheron, Zeeuwse initiatiefnemer van de eerste twee reizen, af. Ook Cornelis Nay, expeditieleider, en Jan Huygen van Linschoten, koopman en journaalschrijver, gingen niet mee, en ten slotte haakte ook de stad Enkhuizen af. Het vertrek in april 1595 van de Eerste Schipvaart naar Azië via de Kaap de Goede Hoop, en de vooruitzichten daarvan, kan hierin ook een rol hebben gespeeld.
Besloten werd tot uitzending van een schip van 110 ton en ongeveer 25 meter lang en 5 meter breed, met als schipper de 29-jarige Jacob van Heemskerck, en een nog kleiner scheepje van 60 ton met als schipper de 26-jarige Jan Cornelisz. Rijp. Beiden uitgekozen vanwege hun ervaring opgedaan op de vorige reis, waarop ze onderkoopman waren. De namen van de schepen zijn onbekend. Willem Barentsz, met zijn omstreeks 46 jaar zeer ervaren en met al twee noordreizen achter de rug, was 'beleyder' en opperstuurman van de expeditie. Hij hoefde zich niet bezig te houden met de schipvaart maar mocht zich volledig concentreren op de cartografie van het te ontdekken gebied. Als zijn assistent ging mee de 'volontair' Gerrit de Veer, die een verslag van de reis schreef dat hij in 1598 uitgaf als 'Waerachtighe beschryvinghe van drie seylagien, ter werelt noyt soo vreemt ghehoort'. De te volgen route zou op advies van Petrus Plancius pal naar het noorden zijn, omdat hij geloofde dat de pool bestond uit een open en grotendeels ijsvrije zee waarover men naar China kon zeilen. Barentsz daarentegen geloofde in het bestaan van een poolcontinent en had een voorkeur voor een route bovenlangs Nova Zembla langs de kust van Siberië (Tartrië) naar het oosten. Dit meningsverschil zou tijdens de reis belangrijk blijken.

## Expeditie

### Naar het noorden

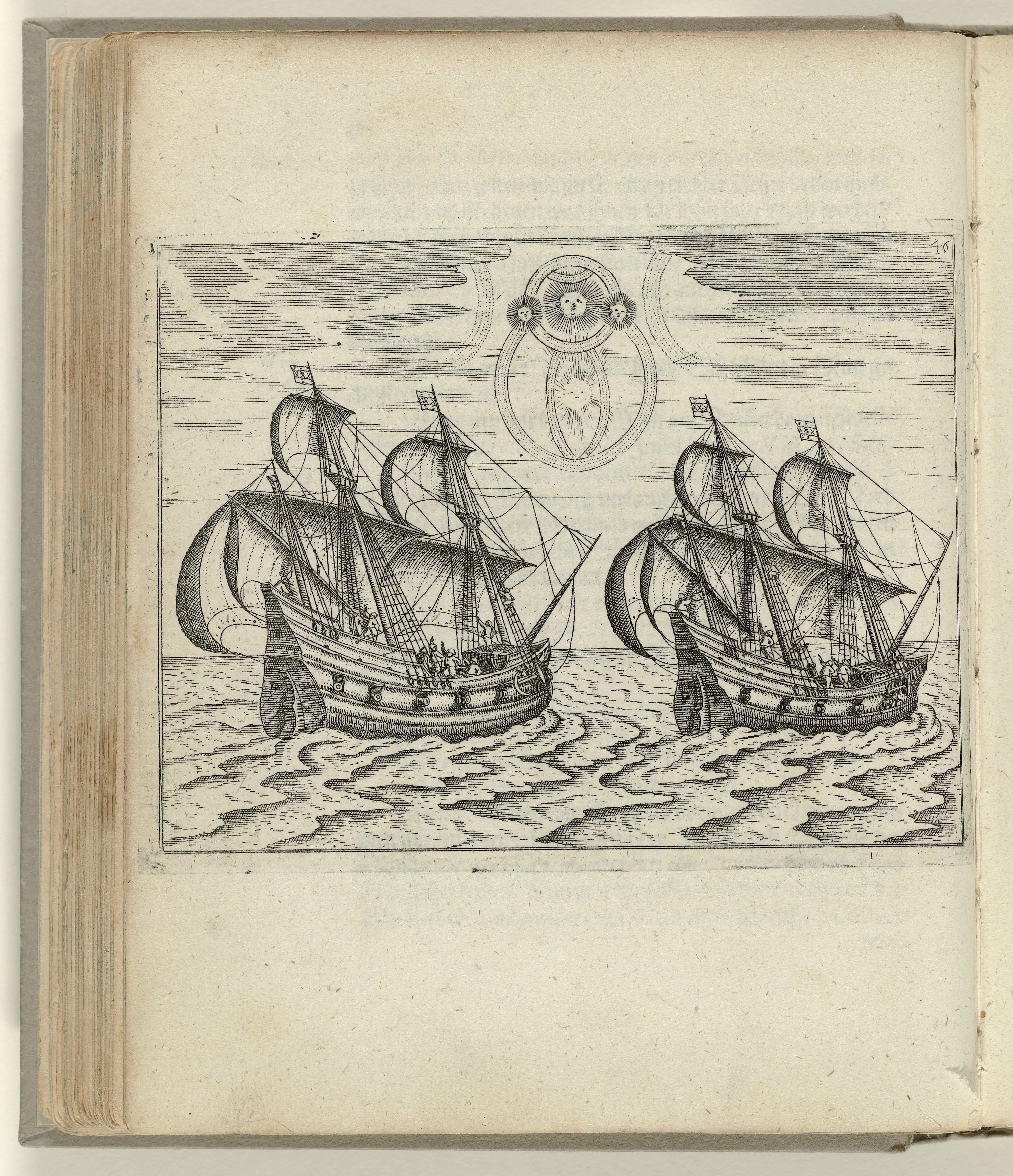
Het natuurverschijnsel.

De 10e mei verlieten de beide schepen Amsterdam en zeilden bijna een maand lang naar het noorden. Op 4 juni zag men een bijzonder natuurverschijnsel: een zon met twee bijzonnen en twee regenbogen er doorheen. Kort daarna was er onenigheid toen Barentsz een oostelijker koers wilde varen maar Rijp daar niet in mee ging. Op 6 juni zag men de eerste grote ijsvelden. Op de 9e ontdekte men een eiland, dat men Bereneiland noemde, omdat er met behulp van roeiboten een zwemmende ijsbeer werd gedood met musketten, hellebaarden en bijlen, na een gevecht van ruim twee uur. Het vlees werd opgegeten en de huid werd meegenomen.

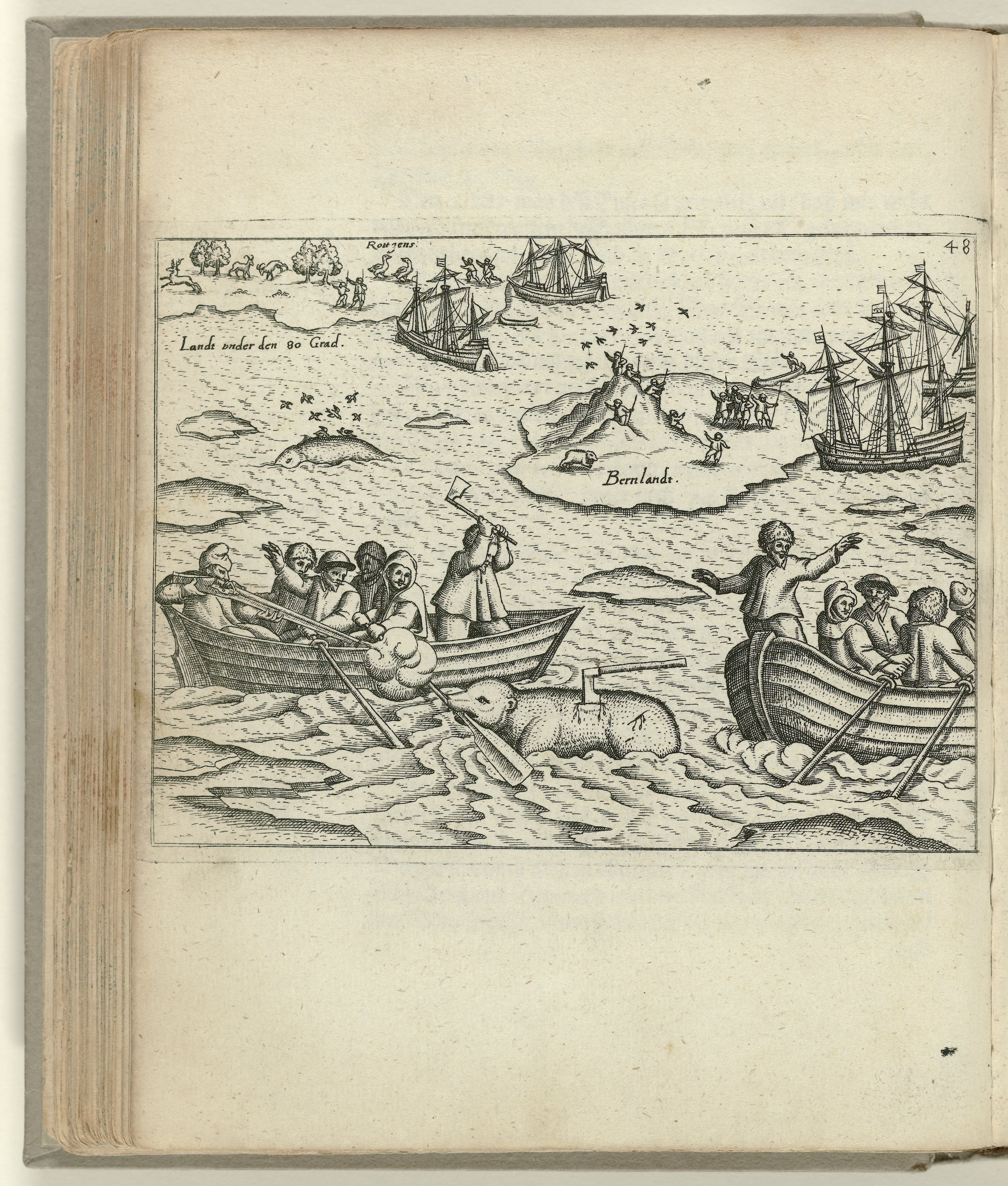
Gevecht met de ijsbeer bij Bereneiland.

Op 19 juni kwam weer land in zicht, op ongeveer 80 graden noorderbreedte. Er broedden veel rotganzen, zodat iedereen zich te goed deed aan de ganzen en hun eieren, en ook hier werd, met drie sloepen, een beer gevangen. Men noemde het land Spitsbergen en verkende enkele baaien en eilanden. Onduidelijk bleef of het onderdeel was van Groenland. De zon bleef hier dag en nacht boven de horizon en het was er niet koud. Het kostte echter veel moeite om verder te komen vanwege het vele ijs, en op 1 juli was men weer bij Bereneiland. Hier besloten Barentsz en Rijp uit elkaar te gaan. Barentsz vermoedde verderop nog meer land en ijs en zette daarom alsnog koers naar Nova Zembla. Rijp volgde de instructies van Plancius en vertrouwde erop dat als hij voorbij Spitsbergen kon komen de weg open lag naar wat tegenwoordig de Beringstraat heet. Degene die in zijn poging niet zou slagen zou alsnog de ander volgen. Ze lieten op het strand een merkteken achter met een brief voor eventuele nakomenden.

### De tocht van Rijp
Rijp zeilde zo'n 150 mijl tussen ijsvelden door maar botste toen in dichte mist tegen een ijsberg, waardoor het schip lek raakte. Door de lading en ankers naar één kant te verplaatsen kon men het schip voldoende laten kantelen om het lek vanuit een sloep provisorisch te repareren. Het werd echter steeds moeilijker om door het ijs te komen, zodat Rijp besloot om toch Barentsz maar te volgen. Via de Noordkaap en Wardhuys (Vardøhus) zeilde hij langs de kust van Nova Zembla helemaal tot aan Kaap Nassau in het noorden, maar werd ook daar tegengehouden door het ijs, zonder het schip van Barentsz en Van Heemskerck nog te zien. Hij keerde toen terug en kwam eind november of begin december terug in Nederland.

### Nova Zembla

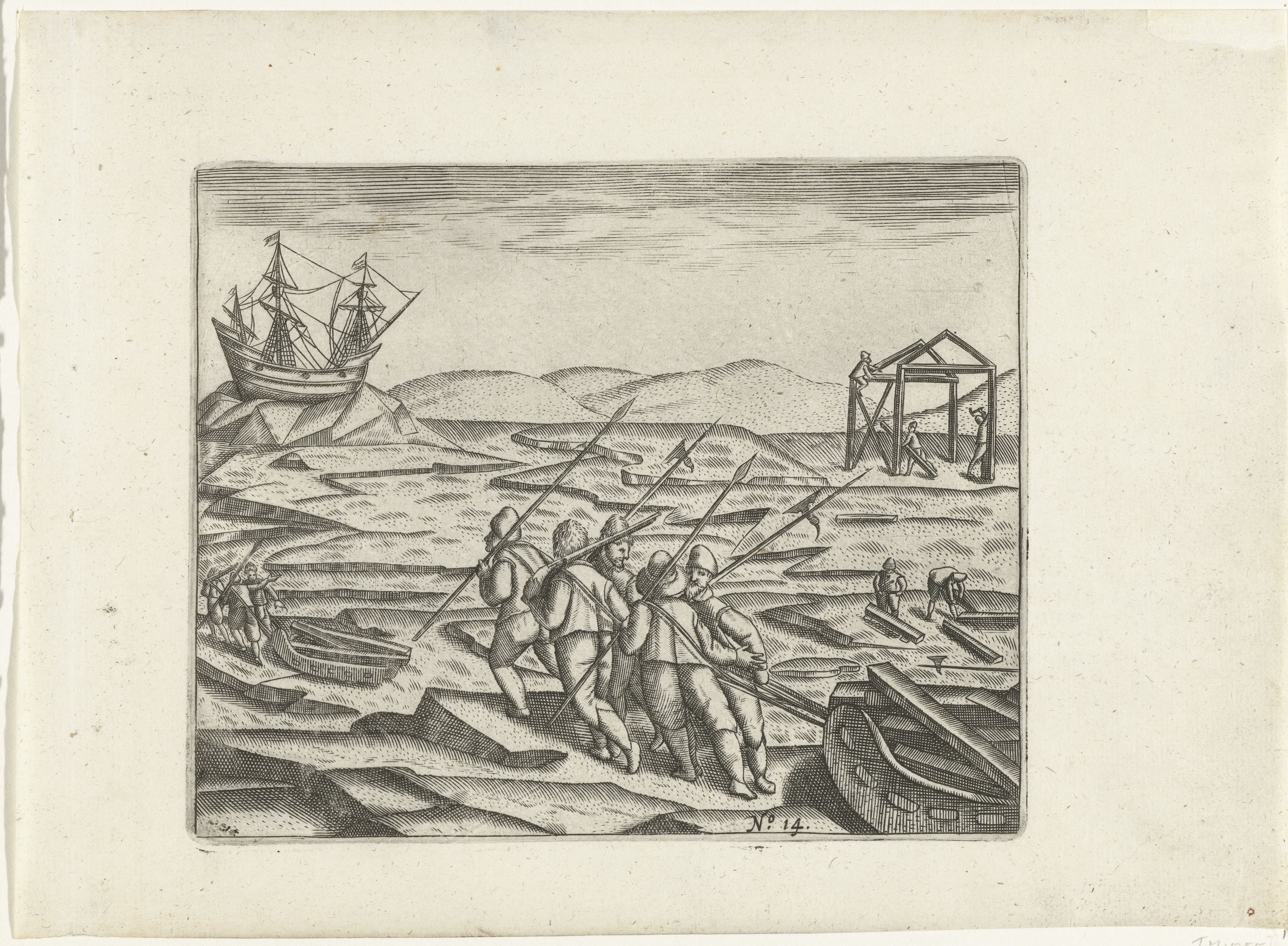
Afteijckeninghe hoe dat wy ghenootsaeckt waren een huys te timmeren, om voor de coude ende wilde beesten beschermt te zijn, daer toe ons Godt hout verleent hadde, dat van over de zee op Nova Sembla was comen dryven.

Na het afscheid van Rijp waren Barentsz en Van Heemskerck op 17 juli bij Cruijs Eylandt voor de kust van Nova Zembla aangekomen, ongeveer in het midden van het langgerekte eiland, en waren toen naar het noorden gevaren door geulen in het kustijs. Op 6 augustus rondden ze Kaap Nassau en voeren in oostelijke richting en dan om de kop van Nova Zembla heen naar het zuiden, belaagd door ijsbergen en ijsvelden die hen dreigden te pletten, en af en toe een ijsbeer vangend voor zijn pels. Eind augustus werd duidelijk dat vanwege het vele pakijs de doortocht naar het oosten niet zou lukken en werd besloten om terug te keren naar Nederland. Een poging om via Straat Nassau om de zuidpunt van Nova Zembla heen te varen mislukte al snel, maar ook de weg terug naar het noorden zat nu dicht, zodat men gedwongen was aan een grote ijsschots te ankeren in een baai die men de IJshaven noemde. Het was toen 26 augustus. Het schip zou er niet meer wegkomen. Muurvast in het ijs werd het de dagen daarna door het kruiende ijs omhoog geperst. Het was toen duidelijk dat de opvarenden, 17 in getal, ter plekke zouden moeten overwinteren.

### Het Behouden Huis

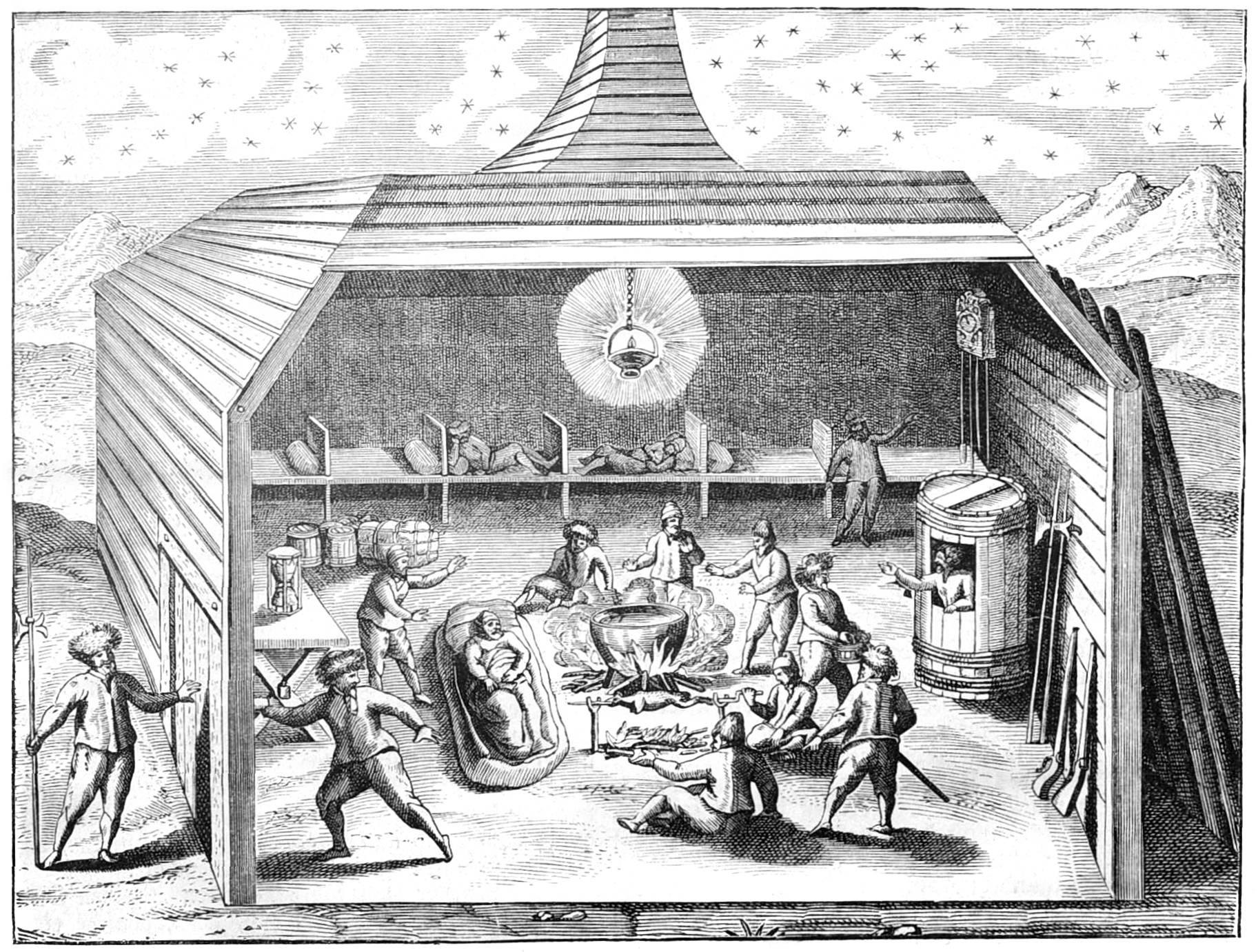
In het Behouden Huys. Achterin vaste kooien, rechts het wijnvat dat door de chirurgijn tot badkuip was omgebouwd en in het midden het vuur met de zieke man erbij. Rechts in de hoek hangt de scheepsklok die bevroor. Links op een tafel staat de zandloper.

Op een geschikte plek werd een 'huys' gebouwd van verderop gevonden aangespoelde ontwortelde bomen, die ook tot brandhout dienden. Ook planken uit het ruim en de kajuit van het schip werden er voor gebruikt. De bouw, af en toe belemmerd door verblindende sneeuwstormen, hevige koude en hongerige ijsberen, nam twee maanden in beslag. Op 23 september stierf de naamloos gebleven timmerman, zonder wie de anderen de winter waarschijnlijk niet hadden overleefd. Uiteindelijk werd het huis 9,5 bij 6 meter in omtrek en 2,5 meter hoog. Zelf noemden ze het nooit het Behouden Huis, maar zo zou het later bekend worden. Eind oktober waren al het proviand, het benodigde materiaal en de bemanning, waaronder een zieke die gedragen moest worden, van het schip overgebracht naar het huis. Barentsz stelde ook de scheepsklok op, zodat deze weer liep en sloeg, maar korte tijd later begaf hij het door bevriezing. Daarna probeerden ze de tijd bij te houden met een zandloper, wat lastig was aangezien er geen verschil meer was tussen dag en nacht. Vanaf begin november kwam de zon niet meer boven de horizon en was de poolnacht begonnen. Een voordeel was dat de ijsberen verdwenen en in hun plaats vossen verschenen, die makkelijker waren te vangen met vallen, en volgens De Veer smaakten naar konijnen. Van de vellen werden mutsen gemaakt.

### Overwintering

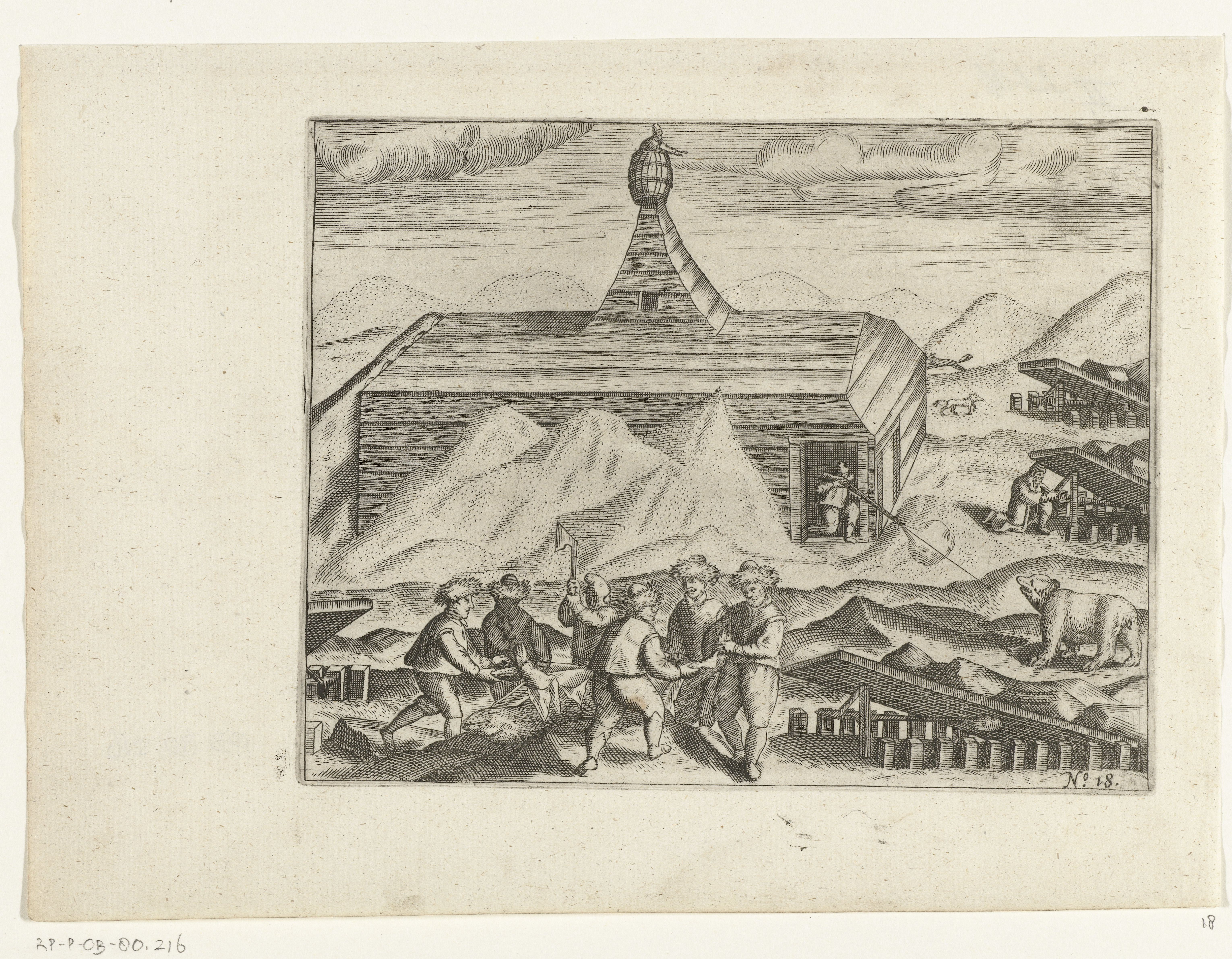
Het huis, vossenvallen en mannen die een ijsbeer villen. 'Afbeeldinghe van een wreeden Beyr die seer stout tottet huijs aenquam, ende dicht voor de deur gheschoten werde van een van ons volck die inde deur stont'.

Omdat de schoorsteen vaak dicht sneeuwde konden ze het vuur niet altijd laten branden omdat het huis zich dan vulde met rook. In december werd het zo koud dat zich dikke lagen ijs vormden op de muren en het plafond en iedereen in zijn kooi bleef. Toen ze een keer een kolenvuur maakten met een dichte schoorsteen verloren ze allen bijna het bewustzijn door koolmonoxidevergiftiging. Sneeuwstormen dwongen hen soms om dagenlang binnen te blijven. Na het liggen van de storm bleken dan het huis en de vossenvallen ingesneeuwd te zijn. Vanwege de kou konden ze maar korte tijd buiten blijven om sneeuw te ruimen en nieuw brandhout te halen. Ze groeven toen vanuit een zijdeur een tunnel door de sneeuw naar het brandhout. Rond de jaarwisseling was het zo koud dat het vuur nauwelijks warmte bracht. Toen op 16 januari vanwege helder weer de mannen weer eens buiten konden vertoeven zagen ze voor het eerst weer wat 'rodicheyt' in de lucht, een voorteken van de terugkerende zon. Overdag werd het toen iets warmer, zodat er als het vuur brandde af en toe een stuk ijs van het plafond viel. Ook de ijsberen kwamen uit hun winterslaap, want hun sporen werden aangetroffen bij het controleren van het schip. Met het verschijnen van de ijsberen verdwenen geleidelijk de vossen. In het schip bleek een dikke laag ijs te liggen van naar binnen gestroomd water.
Op de 24e zag De Veer voor het eerst weer een glimp van de zon, twee weken te vroeg volgens de berekening van Barentsz. Net na middernacht op de 27e stierf de 'siecke man'. Na hem die ochtend begraven te hebben in de harde grond zagen allen nu de zon net boven de horizon, hoewel hij er in werkelijkheid nog 4 graden onder stond. Deze luchtspiegeling zou later het Nova Zembla-effect worden genoemd. Het was echter nog lang geen lente en de sneeuwstormen bleven het huis ondersneeuwen, zodat de mannen voortaan meestal door de schoorsteen in- en uitgingen. Op 12 februari schoten ze hun eerste ijsbeer dat jaar. Omdat de voorraad brandhout opraakte moesten ze met een slee steeds nieuw brandhout halen van de aangespoelde bomen kilometers verderop, wat veel inspanning vergde van de inmiddels aan scheurbuik lijdende overwinteraars. Begin maart zagen ze dat de zee steeds vrijer van ijs raakte, maar het schip bleef muurvast zitten. Later die maand kwam het ijs met noordoostenwind weer terugdrijven en werd het weer 'uytermaten bitter cout'. Regelmatig probeerde een beer het huis binnen te dringen of ging te keer op het dak. In totaal was er 49 keer een confrontatie met een ijsbeer maar nooit vielen er slachtoffers.

### Terugtocht

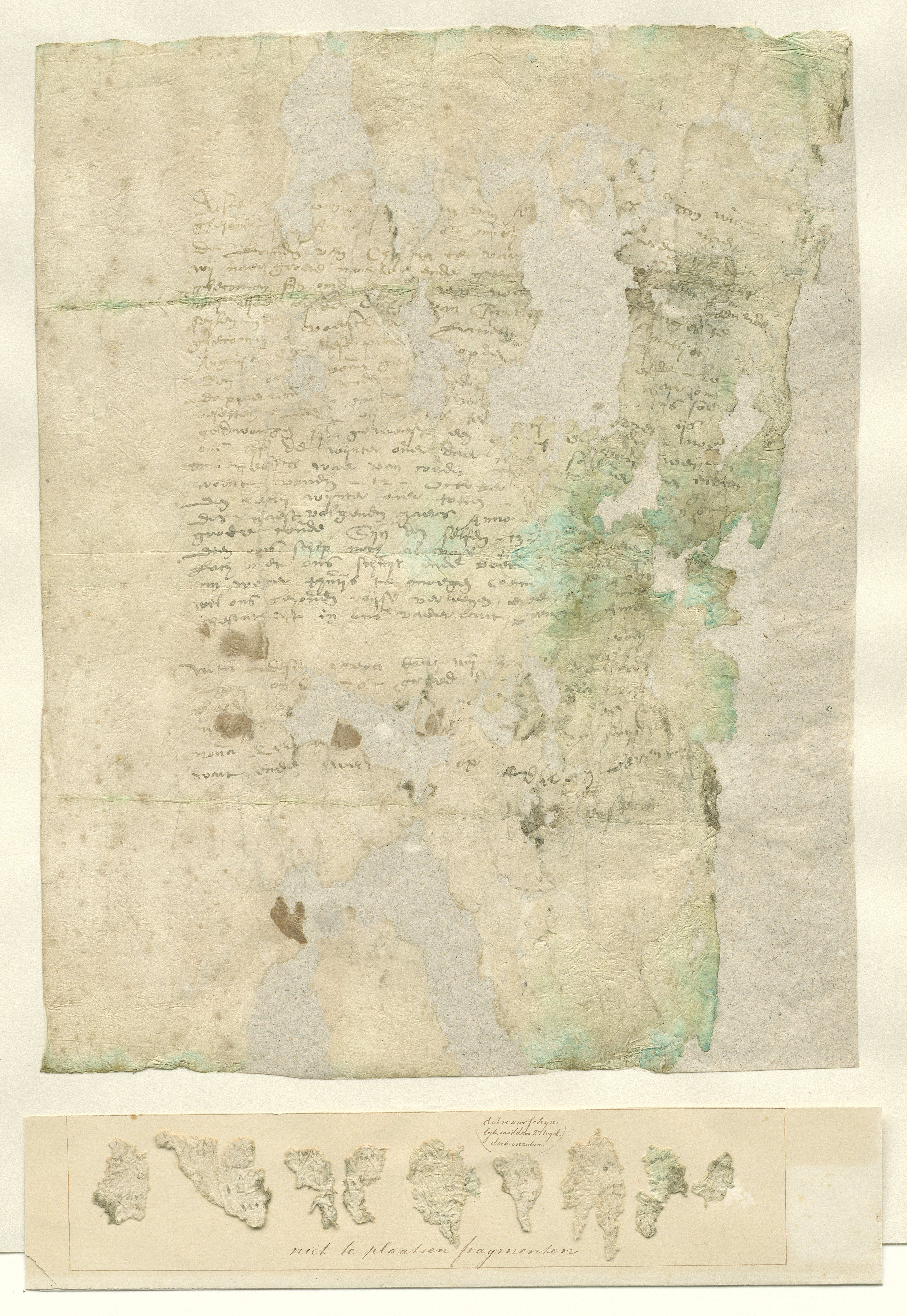
Het Cedelken.

In mei drongen de mannen bij Barentsz aan om schipper Van Heemskerck over te halen tot een vertrek in de sloepen. Toen het schip maar niet los kwam stemde deze daar begin juni mee in. De boten, beide zeewaardiger gemaakt door de boorden op te hogen met planken van het huis, werden met man en macht over het oneffen ijs naar het open water gesleept. Ze werden geladen met proviand, het kostbaarste deel van de koopwaar en twee kistjes met geld. Twee zieken werden per slee naar de boten gebracht. Een van hen was Willem Barentsz. Iedereen tekende een verklaring van Van Heemskerck dat het schip niet te redden was. Barentsz schreef een 'cedelken' met een boodschap voor eventuele toekomstige bezoekers en stopte het in een kruithoorn die hij verborg in de schoorsteen.
14 juni zeilden ze weg van de kust in de richting van waaruit ze gekomen waren, manoeuvrerend door ijsvelden en af en toe aan land gaand om eieren te zoeken en vogels te vangen. De 20e, vlak na het ronden van de IJshoek op de kop van Nova Zembla, overleed Barentsz, en kort daarna de andere zieke, Claes Andriesz. Gouteyk. Waarschijnlijk kregen ze een zeemansgraf. Door geulen in het pakijs, zeilend waar het kon en roeiend bij tegenwind, af en toe belaagd door magere ijsberen, vervolgden ze hun gevaarlijk tocht. Ze hadden te weinig drinkwater meegenomen zodat ze sneeuw moesten smelten en op ijs moesten zuigen. Op 27 juni rondden ze Kaap Nassau. Op 1 juli raakten de boten door ijsschotsen flink beschadigd en ging enige lading verloren. Na reparatiewerk gingen ze verder. Op 5 juli viel weer een dode te betreuren.

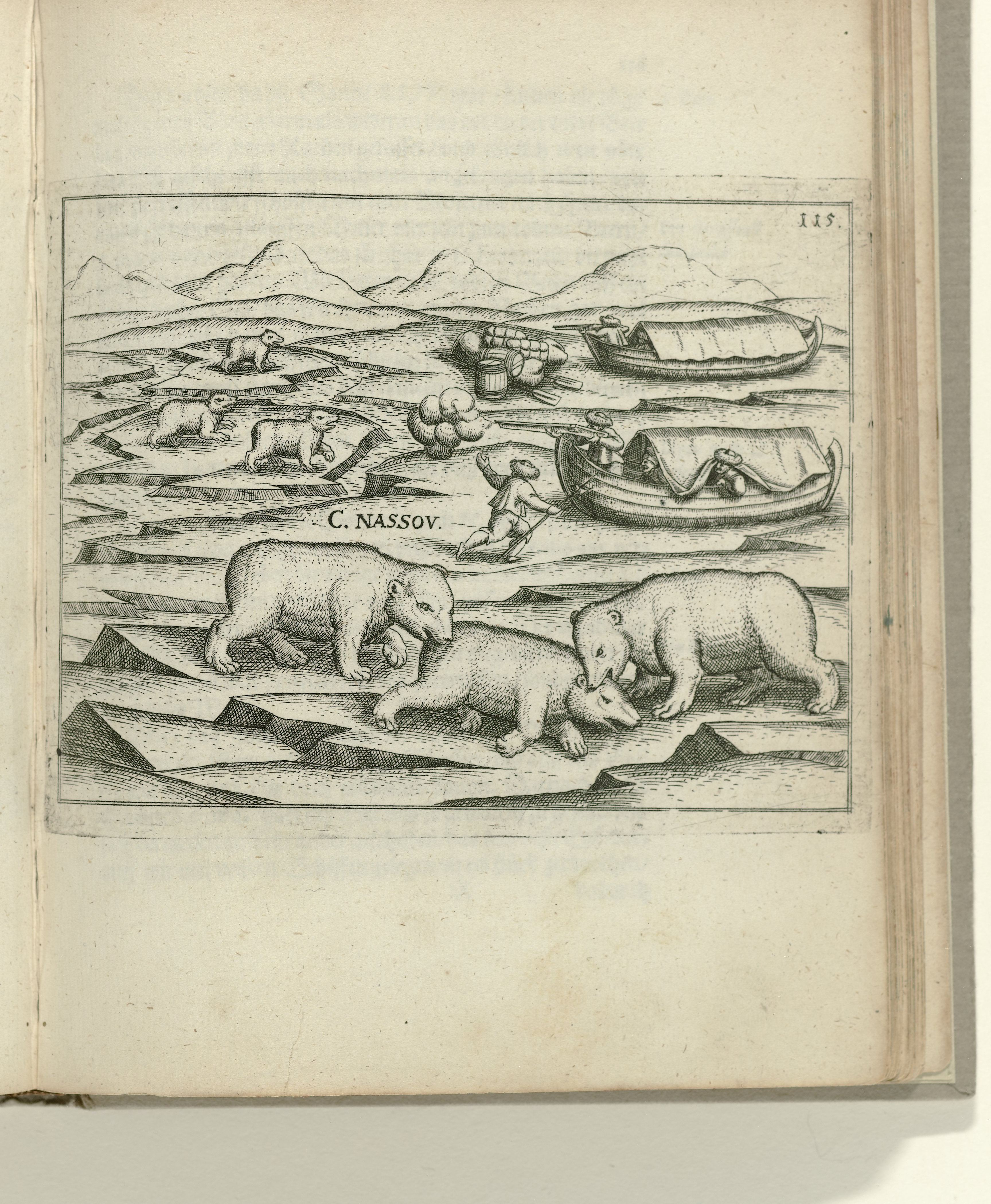
Drie ijsberen vallen de op een ijsschots bivakkerende schipbreukelingen aan. Ze schoten er een dood, die voor de andere twee als voedsel diende.

Het grootste deel van juli kwam er weer zoveel ijs opzetten dat de boten meerdere malen vast kwamen te zitten en dan uitgeladen en op een ijsveld moesten worden getrokken. Daar werd dan gebivakkeerd in tenten gemaakt van de zeilen. Soms sleepte men de boten over een ijsveld naar een volgende geul. Pas op 20 juli kwamen ze aan in open water bij Cruijs Eylandt.
De 28e kwamen ze voor het eerst weer andere mensen tegen. Opvarenden van twee lodya's (inheemse vissersboten) die bij de kust voor anker lagen. Zij herkenden Van Heemskerck en De Veer van de tweede noordreis, toen zij aan boord van een van de schepen waren geweest, en waren verbaasd hen nu in deze omstandigheden aan te treffen. Ze verkochten de schipbreukelingen wat voedsel. Op een eiland vonden ze ook lepelbladeren, wat hielp tegen de scheurbuik. 3 augustus begonnen ze de overtocht naar het Russische vasteland. Daar voeren ze roeiend en zeilend langs de kust. Ze hadden nu zo goed als geen eten meer en dus ook weinig kracht. Gelukkig ontmoetten ze hier en daar lodya's met vissers van wie ze vis konden kopen. De nacht van de 14e raakten de twee boten elkaar kwijt in een storm. Beide boten kwamen rond de 18e bij Kaap Kanin aan, en konden toen met gunstige wind in twee dagen de Witte Zee overzeilen, onder alle omstandigheden een riskante overtocht in twee nauwelijks zeewaardige open boten met weinig voedsel en drinkwater.

### Ontmoeting met Rijp en thuiskomst

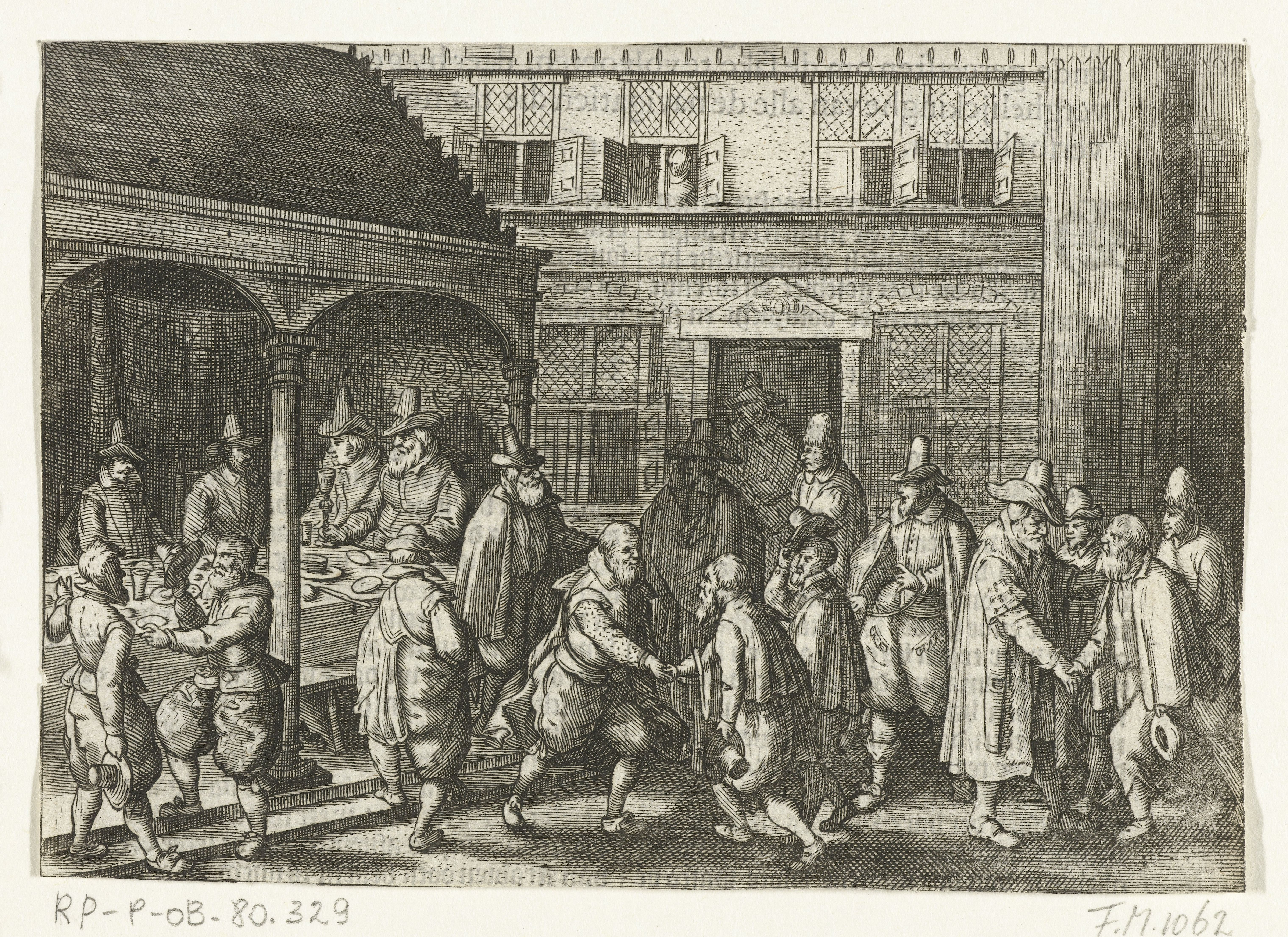
Van Heemskerck en zijn bemanning worden in Amsterdam ontvangen.

Aan de overzijde kwamen de boten elkaar weer tegen in een baai, waar ze een gehucht van Russische vissers aantroffen. Hier kregen ze eindelijk weer goed te eten. De 25e bereikten ze het eiland Kilduyn, waar ze hoorden dat er drie Nederlandse schepen bij het dorp Kola lagen, 60 kilometer landinwaarts aan de Kola rivier op het vasteland. De 29e volgde er briefcontact. De brief bleek tot hun verbazing van Jan Cornelisz. Rijp te zijn, die er toevallig op een handelsmissie was en verheugd was zijn dood gewaande reisgenoten weer levend terug te vinden. Volgens De Veer vergeleken ze het handschrift van de brief met dat van oudere brieven van Rijp aan Van Heemskerck om zeker te zijn dat het om dezelfde persoon ging. Op 30 augustus kwam Rijp zelf met een jol vol voedsel aanvaren. De boten zeilden en roeiden daarna de rivier op naar Kola, waar iedereen overstapte op het schip van Rijp. 18 september vingen ze de terugtocht aan, en via Wardhuys, waar Rijp nog zaken moest doen, kwamen ze op 29 oktober terug in Nederland. In de kleren die ze op Nova Zembla hadden gedragen meldden ze zich in Amsterdam bij Pieter Hasselaer, een van de particuliere participanten in de expeditie en inmiddels ook bewindhebber van de Compagnie van Verre. Enkele maanden eerder was de door deze compagnie uitgezonden Eerste Schipvaart via de Kaap de Goede Hoop teruggekeerd uit Azië.

## Vervolg

De poolkaart van Willem Barentsz.

Met de succesvolle reizen naar Azië via de Kaap verminderde de interesse in het zoeken naar een noordelijke passage. De Engelsen stuurden in 1607 Henry Hudson erop uit in noordoostelijke richting. Hij kwam toen tot Spitsbergen. Een jaar later kwam hij langs de kust van Nova Zembla tot 75,5 graden noorderbreedte. Isaac Lemaire probeerde het met Melchior van den Kerckhove, maar ook die kwam niet verder dan Spitsbergen en Waygats. In 1609 huurde de inmiddels opgerichte VOC Henry Hudson in. Toen kwam hij tot Straat Nassau, waarna hij de andere kant opvoer en in Amerika de Hudson ontdekte. In maart 1611 zond de Staten-Generaal naar aanleiding van een voorstel van twee kooplieden, Ernest van de Wal en Pieter Aertsz. De Jonge, nog een keer een expeditie uit, nu onder leiding van Jan Cornelisz. May. Met de Vos en de Craen voer hij op advies van Petrus Plancius eerst langs Spitsbergen naar het noorden, waar Plancius nog steeds geloofde dat de doorgang lag, en toen dat niet lukte naar Nova Zembla. Maar nergens kwam hij door het pakijs, zodat ook hij naar Amerika voer om daar handel te drijven. De Craen was in juli 1612 terug in Nederland. May deed met de Vos nogmaals een poging via Nova Zembla maar ook die liep op niets uit. In oktober was ook hij weer terug in Nederland. Deze expeditie gaf wel aanleiding tot de verdere exploratie van de Amerikaanse kust en de stichting van Nieuw-Nederland.